# Latifrons picta
Latifrons picta là một loài nhện trong họ Thomisidae.
Loài này thuộc chi Latifrons. Latifrons picta được Wladislaus Kulczynski miêu tả năm 1911.